# Mike Myers
Michael John Myers (Scarborough, Ontario, Canadà, 25 de maig de 1963) és un actor, guionista, productor de cinema i comediant britànico-canadenc. Ha actuat a Saturday Night Live (1988-1995), Wayne's World, a les tres pel·lícules d'Austin Powers i ha donat la veu a la sèrie de pel·lícules de Shrek. El seu últim lliurament humorístic és "The Love Guru", en la qual interpreta el paper de Guru Pitka. En 2002 Myers va participar en el vídeo musical de Britney Spears, "Boys".

## Biografia
Mike Myers és el fill menor del venedor d'enciclopèdies i antic cuiner de l'exèrcit britànic Eric Myers, i d'Alice “Bunny” Myers, processadora de dades i ex-actriu. Els seus pares eren immigrants anglesos de la zona d'Old Swan de Liverpool. Tots dos eren veterans de la Segona Guerra Mundial, la seva mare havia servit a la Royal Air Force i el seu pare a l'exèrcit britànic. Ambdós ciutadans anglesos (el mateix actor té passaport britànic) que van emigrar a Canadà des de la ciutat portuària de Liverpool. Té ascendència escocesa llunyana. Té dos germans grans: Paul, músic, i Peter, que treballava per a Sears Canada. Va créixer a Scarborough i North York, on va assistir al Sir John A. Macdonald Collegiate Institute. Es va graduar a l'Institut Col·legiat Stephen Leacock el 1982.
Un dels seus veïns i companys d'escola era el destacat actor de veu Maurice LaMarche.
El primer contacte de Myers amb el món audiovisual van ser les seves aparicions als dos anys en diversos anuncis publicitaris. Als 10 anys, va fer un anunci per a British Columbia Hydro, amb Gilda Radner interpretant la seva mare.
En la seva etapa en l'institut Stephen Leacock, Mike va prendre lliçons de dansa i va començar a crear personatges còmics.
En els inicis dels anys 80 va actuar amb el grup de comediants The Second City el 1986 com a membre del repartiment a l'espectacle principal de Toronto de The Second City, Second City Theatre, i més tard va formar parella professional amb Neil Mullarkey, amb qui Myers va girar per Anglaterra representant múltiples actuacions humorístiques.
Retornat a Canadà, Myers va ser descobert per Martin Short quan estava actuant amb el Second City Comedy. Short li va proposar que s'incorporés al programa de televisió “Saturday Night Live”, tot un aparador popular per al talent còmic dels seus protagonistes.
El 1989, Mike, que actuava i escrivia "sketches", rebria un premi Emmy pels seus guions.
La seva primera aparició cinematogràfica es va produir aquest mateix any en aparèixer en “Elvis Stories” (1989), una curta paròdia sobre la desaparició d'Elvis rodat per Ben Stiller.
El 2002, Mike Myers va ser homenatjat amb una estrella al Passeig de la Fama de Hollywood al 7042 Hollywood Boulevard.
Myers va rebre el premi MTV Generation al juny de 2007, convertint-lo en el segon canadenc a guanyar el premi (després de Jim Carrey el 2006).
El 2008, Myers va coescriure, coproduir i protagonitzar la mal rebuda The Love Guru, i el 2009 va tenir un paper menor com a general britànic Ed Fenech a [ Inglourious Basterds de Quentin Tarantino.
El 2018, després d'un parèntesi de vuit anys de llargmetratges, Myers va aparèixer en papers secundaris a  Terminal (2018) i  Bohemian Rhapsody (2018).
El maig de 2022, Myers va proporcionar un missatge críptic que implicava que estava a prop un Austin Powers 4.

## Filmografia
- Wide Awake Club (1983)
- John and Yoko: A Love Story (1985)
- It's Only Rock and Roll (1987)
- Saturday Night Live (1988-1995)
- Elvis Stories (1989)
- Dos bojos amb sort (Wayne's World) (1991)
- So I Married An Axe Murderer (1993)
- Dos bojos amb sort 2 (Wayne's World 2) (1993)
- Austin Powers (Austin Powers: Internacional Man of Mystery) (1997)
- 54 (1998)
- Austin Powers: L'espia que em va empaitar (1999)
- Mystery, Alaska (1999)
- Shrek (2001)
- Austin Powers en Membre d'Or (2002)
- El Gat (2003)
- Shrek 2 (2004)
- Home (2006)
- Shrek Tercer (2007)
- The Love Guru (2008)
- Shrek, feliços per sempre... (2010)
- Oscar Etiquette (2012)
- Supermensch: The Legend of Shep Gordon (2013)
- Being Canadian (2015)
- I Am Chris Farley (2015)
- Last Knight  (2017)
- Terminal (2018)
- Bohemian Rhapsody (2020)
- Amsterdam (2022)